# Herní hudba
Herní hudba (nebo také videoherní hudba) je taková hudba, jež je určená výhradně pro potřeby videoher nebo počítačových her. Tento žánr původně začínal jen jako směsice jednoduchých monotónních melodií na syntetizátorech 8bitových konzolí, z nichž se vyvinul styl chiptune, až dorostla do kvality porovnatelné k filmové hudbě s tím, jak se zvyšovala kvalita zvukových systémů v kybernetice. 
Hudba ve hrách je dvojího druhu podle původu: originální dílo, nebo převzaté na základě licence.
Časem dala hudba do her vzniknout příležitostem ke vzdělávání i k zaměstnání, dále pro ni vznikla různá ocenění a herní hudba se též objevila i na hudebních nosičích, které se běžně prodávají. Od přelomu tisíciletí se také začaly běžně konat koncerty videoherní hudby.

## Dějiny
Hudba do her se poprvé objevila v 70. letech v době tzv. „zlatého věku arkádových her“ u konzolí druhé generace. Tehdy byla distribuována na kazetách nebo gramofonových deskách, ale možnosti využití byly tehdy i s ohledem na vysoké pořizovací ceny omezené, snad pouze u velkých herních automatů, ale existovalo vysoké riziko poruchovosti. Přesto hry s hudbou na kazetách existovaly, například Journey.
Mnohem spolehlivějším a levnějším způsobem ozvučení hry hudbou bylo využití existujících čipů, které měnily impulzy z programu na analogový zvuk speakerem, jenž se využíval jako výstup pro ostatní zvukové efekty ve hře (skákání, střelba, nárazy, apod.). Jeden z prvních pokusů o takovou implementaci hudby byla japonská hra Gun Fight, která však obsahovala pouze úvodní melodii od Tomohira Nišikada Nevýhodou však byla monotónnost, repetitivnost, a v případě prvních her také nemožnost nechat hrát hudbu jinde než mezi jednotlivými úrovněmi či na začátku a na konci hry. První hrou, kompletně ozvučenou hudbou, se stala až legenda Space Invaders z roku 1978, která znamenala v tomto ohledu revoluci ve videoherním průmyslu, přestože hudba byla ještě renderovaná jen čtyřmi basovými tóny, jež se opakovaly pořád dokola a dynamicky reagovaly na vývoj. První hrou s plnohodnotným melodickým hudebním pozadím byla až Rally-X z roku 1980, která měla v sobě zakódovanou jednoduchou 8bitovou melodii, přehrávanou ve smyčce. Tehdy však byla implementace hudby do herních zařízení i tak obtížná a objevovala se spíše jen ve velkých automatech. Některé stroje jako Atari 2600 umožňovaly přehrát zvuky jen na dvou kanálech. Kromě toho si na hudbu musely videoherní společnosti začít najímat hudební skladatele, protože na zakódování komplexnějšího hudebního díla už programátor bez zkušeností se skládáním hudby nestačí. I proto byla hudba ve hrách spíše ještě raritou.
To se změnilo, až když se konzole s procesorem Motorola 6800 začaly distribuovat s přídavným programovatelným zvukovým čipem Yamaha, jenž umožnil přehrávat 8bitovou monotónní hudbu na více kanálech, někdy až na osmi. První takto vybavenou hrou byl Carnival z roku 1980, jež za pomocí čipu AY-3-8910 přehrávala na pozadí 8bitovou verzi klasického díla Sobre las Olas od mexického skladatele Juventina Rosy. Dalším posunem byla hra Frogger, jež v sobě obsahovala do té doby nevídaných 11 hudebních skladeb.
Na malých domácích konzolích se hudba objevila poprvé až s uvedením konzole ColecoVision v roce 1982, jež umožnila přehrávat zvuky a hudbu na čtyřech kanálech. Mnohem významnější však bylo uvedení konzole Famicom v roce 1983, lépe známé jako NES, jež umožňovala dle technologie pulzně kódové modulace přehrávat hudbu a zvuky na jednom z pěti kanálů. Její konkurent Commodore 64 nabídl jako jeden z prvních funkci filtrování a také první pokusy o přehrávání polyfonních melodií – 4bitová hudba na čtvrtém kanálu. Takováto vylepšení však narážela u většiny her na nejeden problém, a to ten, že hudební a čistě zvukový systém nebyl od sebe oddělený. Zvuky musely velmi často používat kanály, jež používala i hudební stopa, takže pro přehrání zvuku bylo nutné u dané hudby vypnout její přehrávání. Tím se hudba často kouskovala.

### Od digitálního vzorkování až po MIDI
V polovině 80. let již byla hudba ve hrách natolik rozšířeným standardem, že společnosti, jež přežily krach videoherního průmyslu, byly nuceny najímat nové, většinou mladé skladatele, kteří měli na starost pouze hudbu. Tímto se o třídu zvýšila kvalita hudby i her samotných a videoherní průmysl přispěl k mnoha objevům v žánru skládání hudby. Patří sem skladatelé Koiči Sugijama (Dragon Quest), Nobuo Uemacu (Final Fantasy), Rob Hubbard (Monty On the Run, International Karate), Kodži Kondo (Super Mario Bros., The Legend of Zelda), Miki Higašino (Gradius, Yie-Ar Kung Fu), Hiroši Kawaguči (Space Harrier, Out Run), Hirokazu Tanaka (Metroid, Kid Icarus, EarthBound), Martin Galway (Daley Thompson's Decathlon), Juzo Koširo (Dragon Slayer, Ys, Shinobi, Streets of Rage), Mieko Išikawa (Dragon Slayer, Ys) a Ryu Umemoto. K tomu dopomohlo i to, že v Japonsku tito skladatelé zpravidla vydávali po vydání hry na kazetách nebo na CD i soundtrack k dané hře, ale místo 8bitové hudby na konzoli se jednalo tentokrát o orchestrální přepracování, které pomáhalo hudbu ke hrám i hry samotné více popularizovat. Tímto Japonci vytvořili ke konci 80. let tlak na americké společnosti jako Sierra nebo Interplay, aby i ony začaly brát hudbu do her vážně.